# RLN1
RLN1 (англ. Relaxin 1) – білок, який кодується однойменним геном, розташованим у людей на 9-й хромосомі. Довжина поліпептидного ланцюга білка становить 185 амінокислот, а молекулярна маса — 21 146.
| 10         |  | 20         |  | 30         |  | 40         |  | 50         |
| ---------- |  | ---------- |  | ---------- |  | ---------- |  | ---------- |
| MPRLFLFHLL |  | EFCLLLNQFS |  | RAVAAKWKDD |  | VIKLCGRELV |  | RAQIAICGMS |
| TWSKRSLSQE |  | DAPQTPRPVA |  | EIVPSFINKD |  | TETIIIMLEF |  | IANLPPELKA |
| ALSERQPSLP |  | ELQQYVPALK |  | DSNLSFEEFK |  | KLIRNRQSEA |  | ADSNPSELKY |
| LGLDTHSQKK |  | RRPYVALFEK |  | CCLIGCTKRS |  | LAKYC      |  |            |

A: Аланін

C: Цистеїн

D: Аспарагінова кислота

E: Глутамінова кислота

F: Фенілаланін

G: Гліцин

H: Гістидин

I: Ізолейцин

K: Лізин

L: Лейцин

M: Метіонін

N: Аспарагін

P: Пролін

Q: Глутамін

R: Аргінін

S: Серин

T: Треонін

V: Валін

W: Триптофан

Кодований геном білок за функцією належить до гормонів. 
Задіяний у такому біологічному процесі, як альтернативний сплайсинг. 
Секретований назовні.